# Самарту
Самарту (перс. ثمرتو) — село в Ірані, входить до складу дехестану Дул у Центральному бахші шахрестану Урмія провінції Західний Азербайджан.